# 广播式自动相关监视
广播式自动相关监视（英語：Automatic dependent surveillance – broadcast，缩写ADS–B）是一种飞机监视技术，飞机通过卫星导航系统确定其位置，并进行定期广播，使其可被追踪。空中交通管制地面站不需要从地面发送问询信号即可接收这些信息并作为二次雷达的一个备份。其他飞机也可接收这些信息以提供姿态感知和进行自主规避。
ADS–B是一种“自动”系统，它不需要飞行员或其他外部信息输入，而是依赖飞机导航系统的数据。
ADS–B是美国下一代空中运输系统（NextGen） 、印度机场管理局根据国际民用航空组织（ICAO）全球计划倡议，以及航空系统组件升级（ASBU）升级计划以及Single European Sky ATM Research（SESAR）的一个组成部分。 ADS–B设备在澳大利亚领空的部分地区已为强制性配备，美国要求2020年前为部分飞机配备，以及自2017年起，欧洲一些飞机也被要求强制配备此类设备。加拿大则正在使用ADS-B进行很有限的空中交通管制。

## 描述
ADS-B由“ADS-B Out”和“ADS-B In”两项服务（传出与传入）组成，可能取代雷达作为管控全球飞机的主要监视方法。在美国，ADS-B是下一代国家空域战略升级和加强航空基础设施与运营战略的一个组成部分。ADS-B系统还可通过TIS-B和FIS-B应用程序提供交通和官方生成的图形天气信息。ADS-B会实时（每秒）向空中交通管制以及其他配备ADS-B的飞机提供本飞机的位置和速度数据，使飞机可见而增强安全性。ADS-B数据还可以记录和下载，用于飞行后的数据分析，这可以作为低成本的航班追踪、计划和调度的数据基础设施。
“ADS-B Out”通过机载发射器周期性广播每架飞机的信息，例如标识，当前位置、高度和速度。ADS-B Out可为空中交通管制员提供实时的位置信息，在大多数情况下，它比现有的基于雷达的信息更准确。凭借更准确的信息，管制员能更高精度的定位和分隔飞机。
“ADS-B In”是供飞机接收FIS-B、TIS-B以及其他ADS-B数据，例如附近飞机传来的直接通信。地面站的广播数据通常仅在有“ADS-B Out”广播飞机时提供，这限制了纯ADS-B In（仅接收）设备的实用性。
该系统依赖两个航空电子组件——一个高度完整的GPS导航源和一个数据链（ADS-B单元）。有多种经过认证的ADS-B数据链，其中最常用的数据链运行在1090 MHz，本质上是经过修改的S模式应答机，也有些运行在978 MHz。FAA希望专门在18,000英尺（5,500）以下飞行的飞机使用978 MHz链路，以帮助缓解1090 MHz频率的进一步拥堵。

## 优势
ADS-B为飞行员和空中交通管制等各方面提供了诸多優點，提高飞行的安全性和效率：
1. 流量：飞行员在装备了ADS-B In系统的飞机上可以看到周围装备有ADS-B out飞机的信息，其中包含该飞机的高度、航向、速度，以及与其距离。除了接收装备有ADS-B飞机的位置报告，如果有适当的地面设备和地面雷达，TIS-B（仅限美国）还可提供未装备ADS-B飞机的位置报告。ADS-R在UAT和1090 MHz频带之间重发ADS-B位置报告。
2. 天气：配备通用接入收发器（UAT）实现ADS-B In技术的飞机能够通过航班信息服务广播（FIS-B）接收天气报告和天气雷达（仅限美国）。
3. 飞行訊息：航班訊息服务广播（FIS-B）也将可读的航班訊息（诸如临时飞行限制（英语：Temporary flight restrictions）和NOTAM传输给装备UAT的飞机（仅限美国）。
4. 成本：与空中交通管制使用的一次和二次雷达系统相比，ADS-B地面站的安装和操作便宜许多，便于进行航空器分隔和管制。

与其他目前商业化提供的一些机上天气服务不同，在美国使用ADS-B服务或其各种优势不会被长期收取费用。飞机所有者支付设备和安装费用，联邦航空管理局（FAA）则为与该技术有关的所有管理和广播服务付费。

### 安全
情景感知
改进可见性

### 效率
减少环境影响
交通容量改进

### 其他应用
驾驶舱显示流量信息
避免飞机相撞

## 安全风险
有駭客组织於2012年声称可用欺骗性ADS-B报文干扰导航，因为这些报文没有被加密和进行身份验证。
由於标准中缺少认证环节，使得数据必须经过一次雷达验证。而ADS-B报文未经加密，因此任何接收者都可读取。

## 运作原理

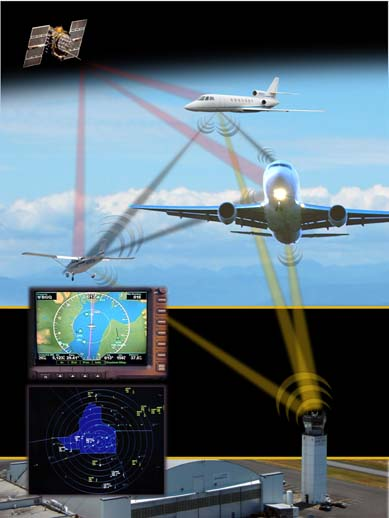
ADS-B系统

ADS-B系统有三个主要组件：地面基础设施、机载组件、操作程序。

## ADS-B跟踪网站
有许多网站采用众包信号源在互联网上提供飞机流量信息。例如：
- FlightAware
- Flightradar24
- 飞常准
- OpenSky Network（英语：OpenSky Network）
- Radarbox24
- PlaneFinder